# IC 292
IC 292 = IC 1887 ist eine Spiralgalaxie vom Hubble-Typ Sd im Sternbild Perseus am Nordsternhimmel. Sie ist schätzungsweise 138 Millionen Lichtjahre von der Milchstraße entfernt und hat einen Durchmesser von etwa 50.000 Lichtjahren.

Im selben Himmelsareal befinden sich u. a. die Galaxien NGC 1212, IC 290, IC 293, IC 294.
Das Objekt wurde am 11. September 1888 vom US-amerikanischen Astronomen Lewis Swift entdeckt.